# Turka (Ucraina)
Turka (in ucraino Турка?; in polacco Turka) è una città dell'Ucraina (6 925 abitanti) situata nel distretto di Sambir, nell'oblast' di Leopoli. Ospita l'amministrazione della comunità territoriale di Turka, una delle comunità territoriali dell'Ucraina.
Fino al 18 luglio 2020 Turka è stata il centro amministrativo del distretto di Turka, abolito come parte della riforma amministrativa dell'Ucraina, che ha ridotto a sette il numero dei distretti dell'oblast' di Leopoli. L'area del distretto di Turka è stata trasferita al distretto di Sambir.